# Joe Crowley
Joe Crowley właściwie Joseph Crowley (ur. 16 marca 1962 w Nowym Jorku) – amerykański polityk, członek Partii Demokratycznej.

## Działalność polityczna
Od 1986 do 1998 zasiadał w New York State Assembly. W okresie od 3 stycznia 1999 do 3 stycznia 2013 przez siedem kadencji był przedstawicielem 7. okręgu, a następnie do 3 stycznia 2019 przez trzy kadencje przedstawicielem 14. okręgu wyborczego w stanie Nowy Jork w Izbie Reprezentantów Stanów Zjednoczonych.